# Дзёсинский десант
Дзёсинский десант (в советских источниках Одецинский десант) — тактический морской десант, высаженный кораблями советского Тихоокеанского флота 18—19 августа 1945 года в ходе советско-японской войны.
После победы Сэйсинского десанта и взятия этой крупной военно-морской базы командующий Тихоокеанским флотом адмирал И. С. Юмашев поставил задачу на захват путём высадки морских десантов остальных портов северо-восточного побережья Кореи для срыва эвакуации войск противника в Японию. Первым Юмашев приказал занять порт Дзёсин (яп. 城津, кор. 성진, Сонджин, ныне Кимчхэк кор. 김책), расположенный в 50 километрах южнее Сэйсина (Чхонджина). Выполнение приказа было возложено на находившиеся в Сэйсине корабли и личный состав Южного морского оборонительного района флота под командованием генерал-лейтенанта С. И. Кабанова.
Кабанов сформировал для выполнения приказа отряд кораблей в составе сторожевого корабля «Метель» и 6 торпедных катеров. В десант был назначен 77-й батальон из состава 13-й бригады морской пехоты, рота автоматчиков, 6 орудий, 6 миномётов (900 человек, командир десанта майор М. Д. Карабанов). Командир операции — капитан 1 ранга Студеничников. 18 августа 1945 года отряд вышел из Сэйсина, переход происходил в густом тумане.
19 августа десант был высажен в Дзёсине. Согласно официальной истории флота, десант занял порт и город, вынудил капитулировать японский гарнизон и захватил большое количество военного имущества и кораблей. И даже противник «оказал при высадке слабое сопротивление артиллерийско-пулемётным огнём».
Однако согласно мемуаров генерала С. И. Кабанова события были иными:

«К тому времени наш штаб получил новые хорошие карты Северной Кореи. Внимательно изучая пункт предстоящей высадки, я уяснил, что железная дорога возле него оканчивалась тупиком. Приморское шоссе, связывающее все крупные города полуострова, проходило в 10 километрах от этого городка. На карте он даже не числился портом. Вряд ли Одецин имел какое-либо оперативно-тактическое значение. ….. К 18 часам того же дня десант высадился, не встретив сопротивления: японцы еще утром ушли из городка. Не было там и порта, только небольшая гавань, защищенная молом, с несколькими строениями на берегу. У причала болталось десятка полтора рыбацких кунгасов. Все „объекты“ — поселок рыбаков и тупиковая железнодорожная станция».

Данная информация подтверждается и сведениями в журнале «Морской сборник» («корабли высадили десант в назначенном пункте без противодействия противника, который покинул город, как и большинство жителей»), а также тем фактом, что в советских военно-исторических работах никогда не указывалось количество захваченных этим десантом пленных.